# 성우하이텍
성우하이텍은 부산광역시 기장군에 본사를 둔 자동차 부품 기업이다.